# Joe Czynski
Sygmunt Joe Czynski (9 de febrero de 1907 - 9 de enero de 1991) fue un escritor de ciencia ficción australiano. Es considerado como uno de los pioneros del género en Australia -junto con Erle Cox, C.H. Spence y M. Barnard Eldershaw, entre otros- aunque la mayoría de su trabajo literario lo realizó en Estados Unidos mientras estudiaba; tras volver a su país natal, cesó la escritura.
Según reconoció en una entrevista antes de su muerte, utilizó varios seudónimos -entre ellos «H. M. Crimp»- en diversos relatos que publicó durante la década de 1920 y 1930, aunque gran parte de éste se desconoce dado que no alcanzó a compilar su trabajo, y las copias de éste se destruyeron en un incendio. Fue el primer escritor de dicho país que publicó un relato en Amazing Stories tras contactar a Hugo Gernsback, para luego incluir a Phil Collas o Alan Connell, entre otros durante la primera mitad del siglo XX.

## Obras
- Serie Professor Scott
  - The Call to Migrate (1932)
  - The Mosquito Army (1935)

Compilaciones
- Souvenir of the Ballarat Observatory (1969).